# Bethesda (Walia)
Bethesda – miasto w północno-zachodniej Walii, w hrabstwie Gwynedd, historycznie w Caernarfonshire, położone w dolinie rzeki Ogwen, nad jej wschodnim brzegiem, na skraju parku narodowego Snowdonia. W 2011 roku liczyło 3799 mieszkańców.
Miasto powstało i rozwinęło się w XIX wieku jako zaplecze mieszkalne dla pracowników okolicznych kamieniołomów łupka. Kamieniołom Penrhyn, znajdujący się na południe od miasta, pod koniec XIX wieku zatrudniał blisko 3000 pracowników i był jednym z największych ośrodków wydobycia tego materiału na świecie. Eksploatacja kamieniołomu na mniejszą skalę trwa do czasów obecnych. Rozwój urbanistyczny miasta po XIX wieku był ograniczony, dzięki czemu zachowało ono oryginalną zabudowę i układ ulic; jest to jedno z najlepiej zachowanych miast epoki wiktoriańskiej na terenie Walii.
Zabytkowa część miasta umieszczona została na liście światowego dziedzictwa UNESCO w ramach wpisu Krajobraz łupkowy północno-zachodniej Walii (The Slate Landscape of Northwest Wales).